# Samsung Galaxy Z Fold 2
El Samsung Galaxy Z Fold 2 (estilizado y comercializado como Samsung Galaxy Z Fold2) es un teléfono inteligente Android con pantalla flexible de gama alta producido por Samsung Electronics. Es el sucesor del Samsung Galaxy Fold. Este dispositivo se anunció en el evento Galaxy Unpacked el 5 de agosto de 2020, junto con la serie Galaxy Note 20, el Samsung Galaxy Tab S7, los Galaxy Buds Live y el Galaxy Watch 3.
En días previos aproximadamente el día 6 de julio de 2020, SamMobile informó que el sucesor del Galaxy Fold se llamará Samsung Galaxy Z Fold 2.

## Especificaciones

### Diseño
A diferencia del Galaxy Fold original, que tiene una pantalla completamente de plástico, la pantalla está protegida con un "Ultra-Thin Glass" de 30 μm (0,0012 pulgadas) de espesor con una capa de plástico como el Galaxy Z Flip, fabricado por Samsung con materiales de Schott AG; Se utiliza la protección Gorilla Glass convencional para los paneles traseros con marcos de aluminio. El mecanismo de bisagra también se tomó del Galaxy Z Flip, utilizando fibras de nailon diseñadas para mantener fuera el polvo. El botón de encendido está colocado en el marco y funciona como sensor de huellas dactilares, con el control de volumen ubicado en la parte de arriba. El dispositivo viene en dos colores, Mystic Bronze y Mystic Black, así como en un modelo Thom Browne de edición limitada . En algunas regiones, los usuarios pueden personalizar el color de las bisagras cuando compren el teléfono en el sitio web de Samsung.

### Pantalla
Su pantalla interna al ser desplegada es una pantalla AMOLED Infinity-O de 7.59/7.7 pulgadas (2213 × 1689) con una tasa de refresco de 120 Hz, mientras que la pantalla externa es una pantalla AMOLED de 4.23 / 6.23 (2267 × 819) pulgadas con una tasa de refresco de 60/120 Hz.

### Hardware
El teléfono tiene el procesador Qualcomm Snapdragon 855/865 con 256/512GB de almacenamiento. Presenta una función de notificación alargada que muestra el contenido de la pantalla principal, como en el Galaxy Z Flip.

### Cámara
El Galaxy Z Fold 2 tiene una cámara principal de 12 MP, una teleobjetivo de 64 MP y una ultra gran angular de 16 MP con sensor de profundidad y estabilización óptica dual de la imagen, mientras que la cámara frontal solo tiene 10MP en forma de agujero en pantalla.

### Software
El Galaxy Z Fold viene con Android 10 y la capa de personalización One UI 2.2

## Galería de imágenes

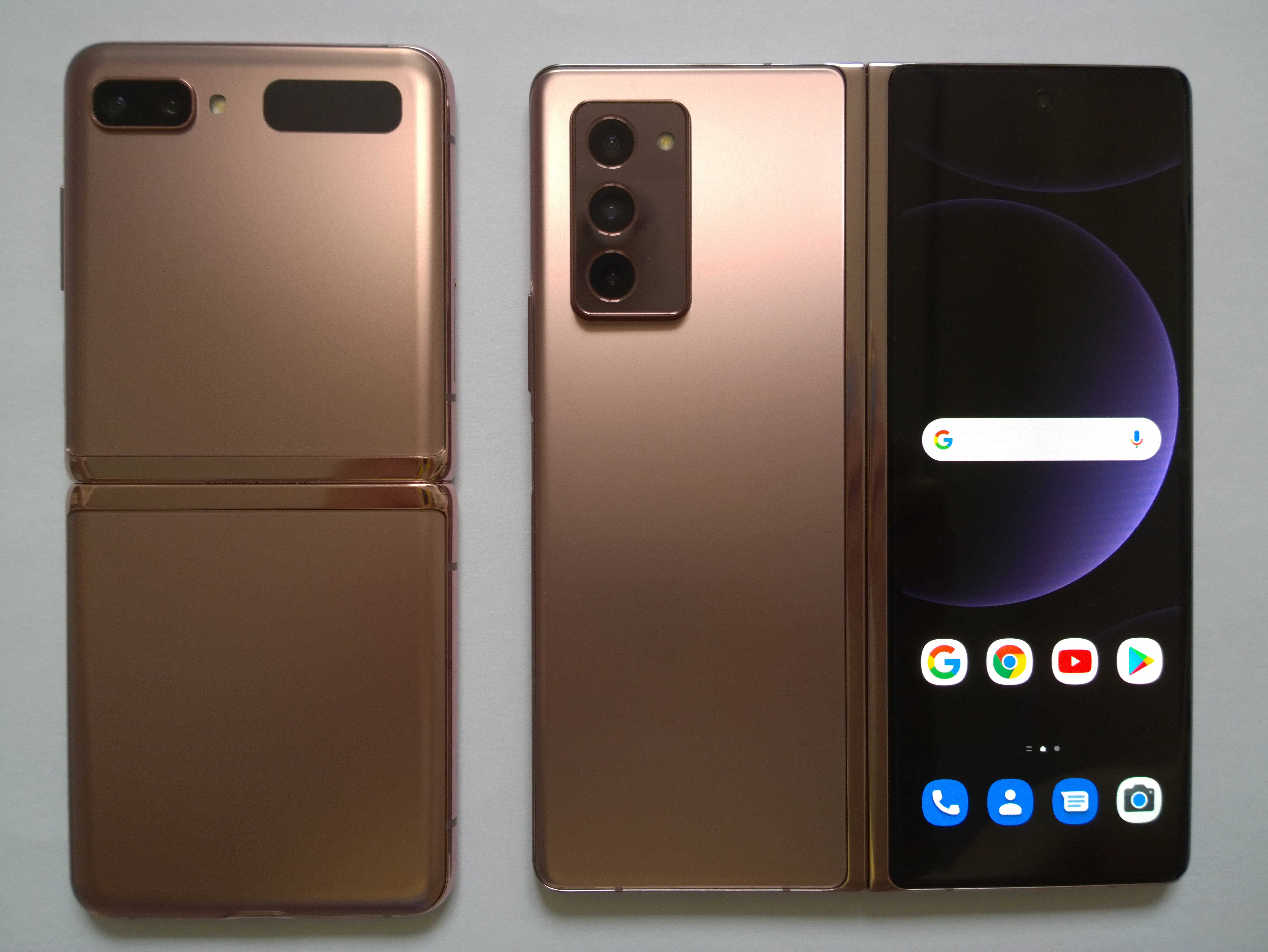
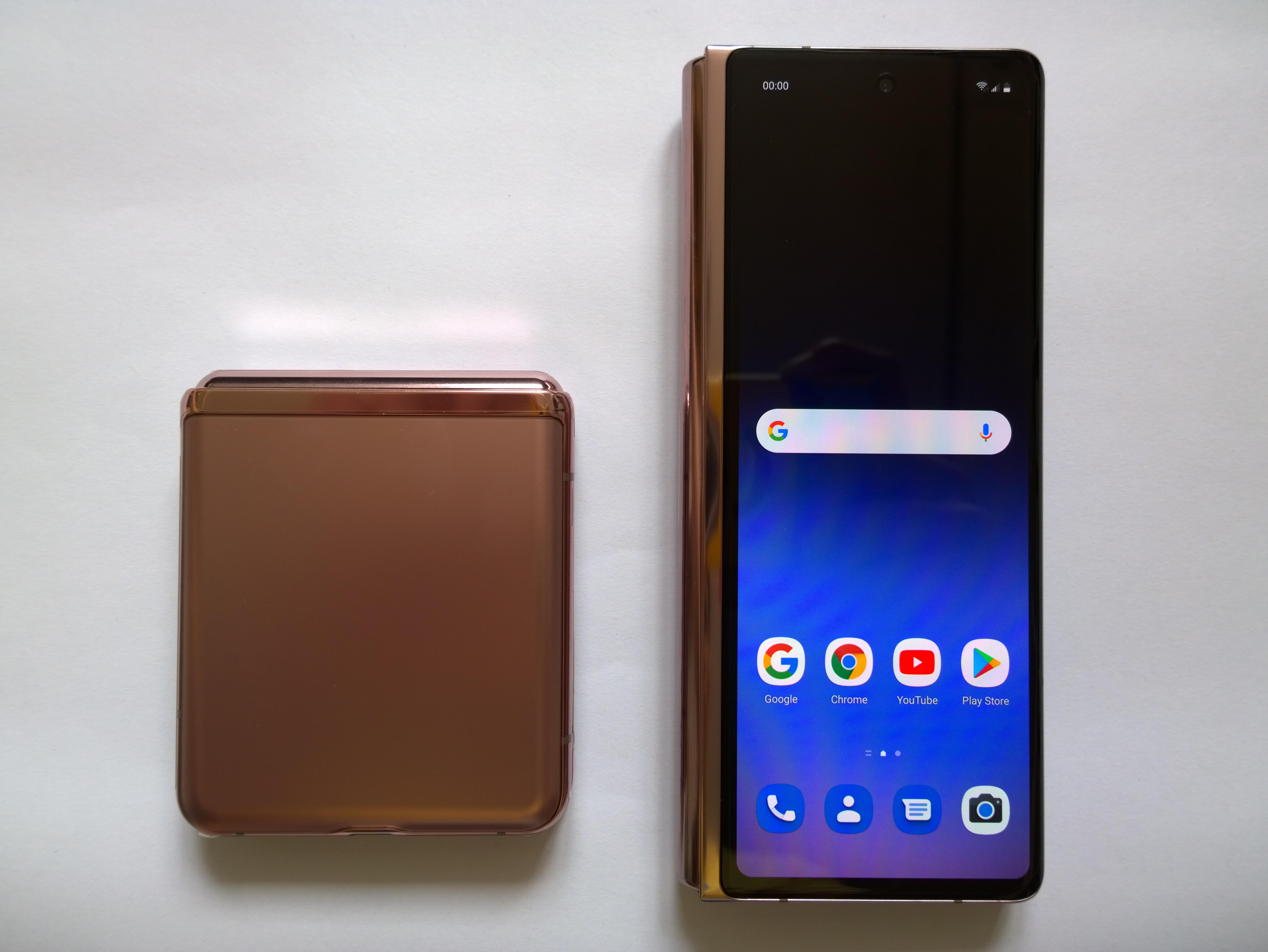
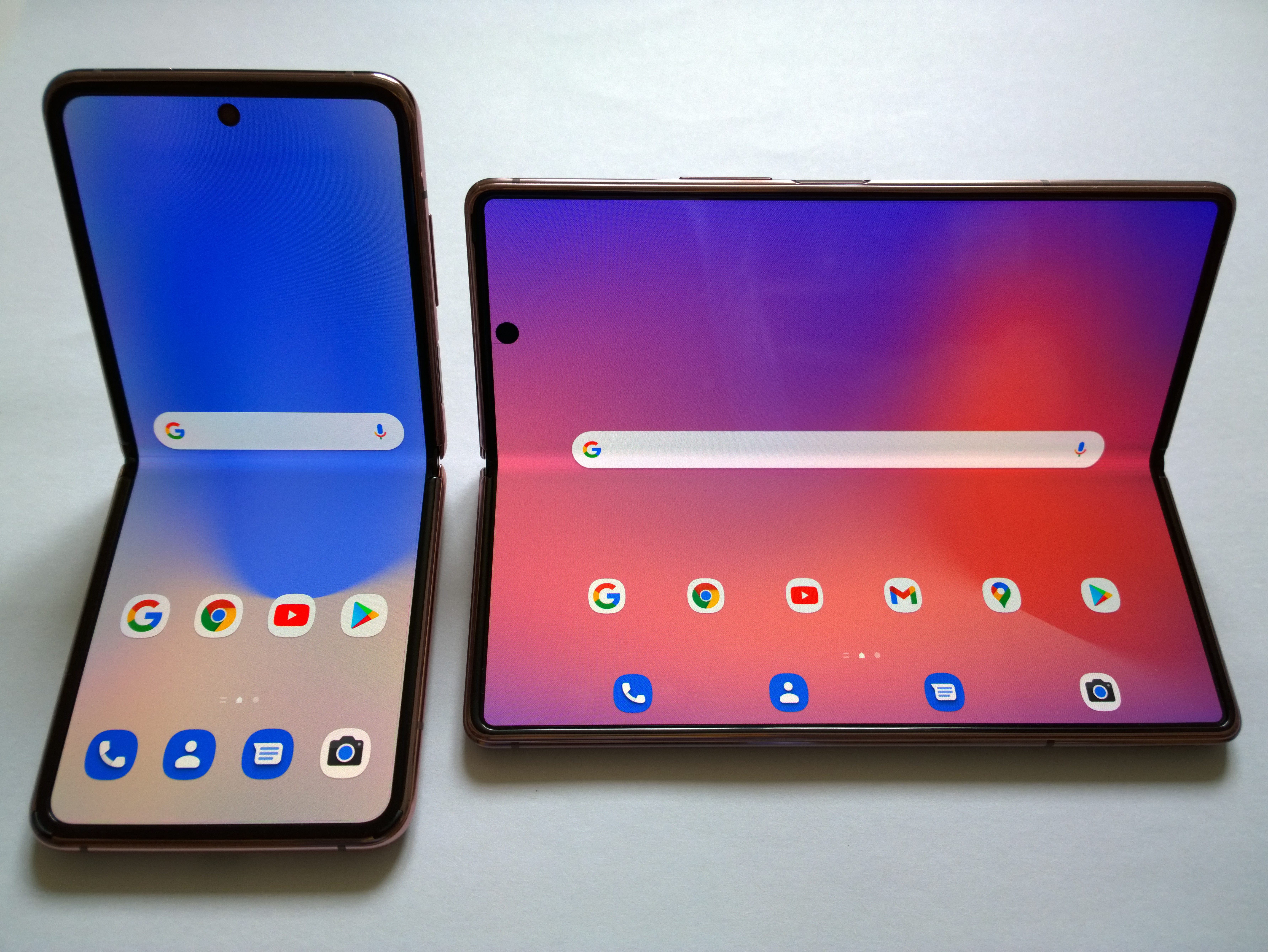
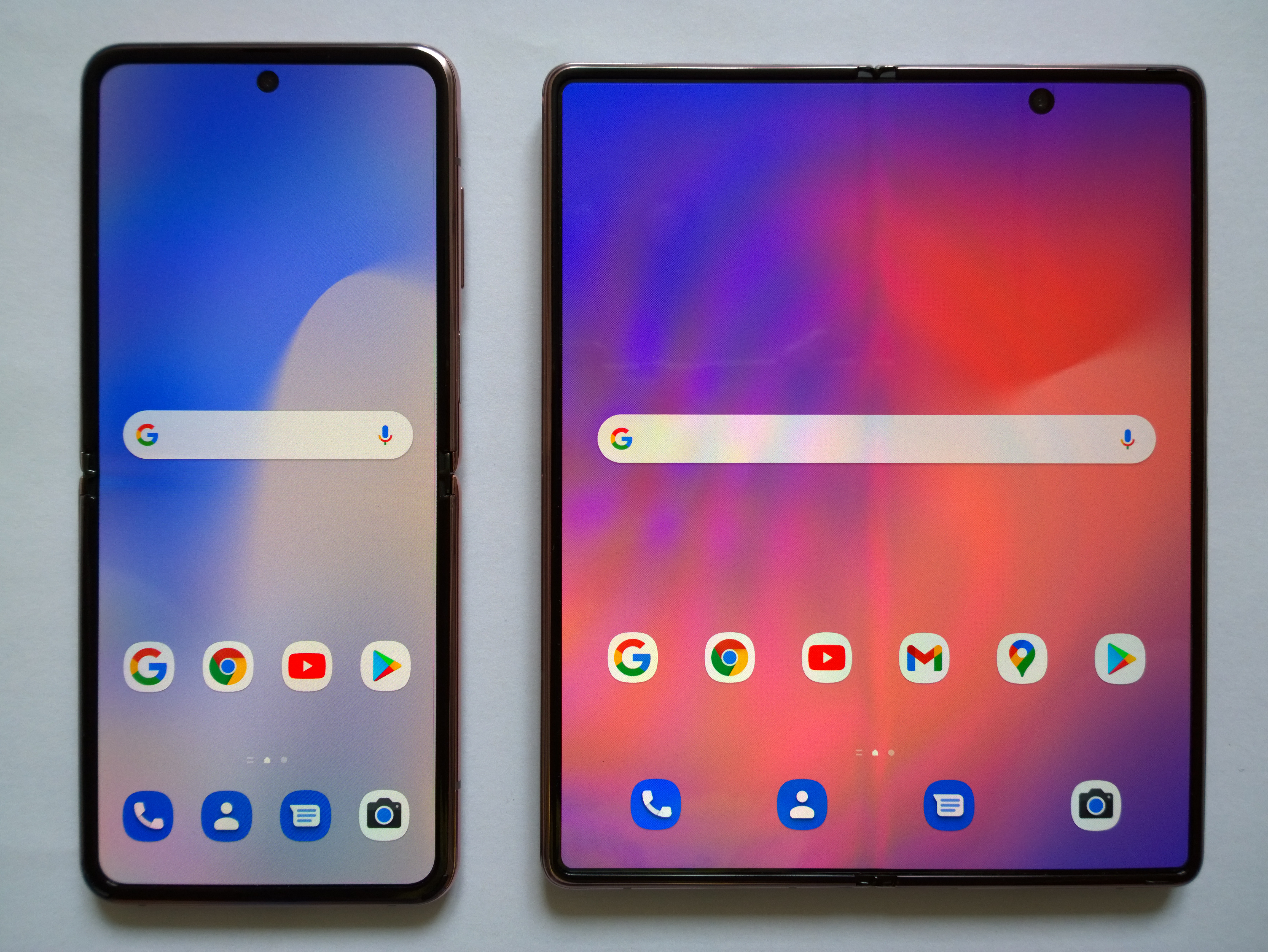